# Hebius
Hebius is een geslacht van slangen uit de familie toornslangachtigen en de onderfamilie waterslangen (Natricinae).

## Naam en indeling
De wetenschappelijke naam van de groep werd voor het eerst voorgesteld door Joseph Cheesman Thompson in 1913. Er zijn 44 soorten, inclusief de soorten Hebius lacrima en Hebius sangzhiensis, die pas in 2019 voor het eerst wetenschappelijk zijn beschreven.
Vrijwel alle soorten uit het geslacht behoorden tot vrij recentelijk tot andere geslachten en zijn later onder Hebius geplaatst, de slangen werden eerder toegekend aan onder andere de geslachten Amphiesma, Tropidonotus en het niet langer erkende Parahelicops.

## Verspreiding en habitat
De soorten komen voor in delen van Azië en leven in de landen India, Myanmar, Laos, Vietnam, Thailand, China, Cambodja, Indonesië, Japan, Maleisië, Brunei, Nepal, Bhutan, Singapore, Korea en Rusland.
De habitat bestaat voornamelijk uit tropische en subtropische bossen, zowel in laaglanden als in bergstreken, en daarnaast komen veel soorten voor in draslanden.

## Beschermingsstatus
Door de internationale natuurbeschermingsorganisatie IUCN is aan 33 soorten een beschermingsstatus toegewezen. Negentien soorten worden beschouwd als 'veilig' (Least Concern of LC), negen als 'onzeker' (Data Deficient of DD), een als 'kwetsbaar' (Vulnerable of VU) en twee als 'gevoelig' (Near Threatened of NT). Twee soorten ten slotte staan te boek als 'bedreigd' (Endangered of EN)..

### Soorten
Het geslacht omvat de volgende soorten, met de auteur en het verspreidingsgebied.
| Naam                  | Auteur                                                                | Verspreidingsgebied                                      |
| --------------------- | --------------------------------------------------------------------- | -------------------------------------------------------- |
| Hebius andreae        | Ziegler & Le Khac Quyet, 2006                                         | Vietnam, Laos                                            |
| Hebius annamensis     | Bourret, 1934                                                         | Vietnam, Laos                                            |
| Hebius arquus         | David & Vogel, 2010                                                   | Indonesië                                                |
| Hebius atemporale     | Bourret, 1934                                                         | Vietnam, China                                           |
| Hebius beddomei       | Günther, 1864                                                         | India                                                    |
| Hebius bitaeniatum    | Wall, 1925                                                            | Myanmar, Thailand, Vietnam, China                        |
| Hebius boulengeri     | Gressitt, 1937                                                        | China, Vietnam, Cambodja                                 |
| Hebius celebicum      | Peters & Doria, 1878                                                  | Indonesië                                                |
| Hebius chapaensis     | Bourret, 1934                                                         | China, Vietnam                                           |
| Hebius clerki         | Wall, 1925                                                            | India, Myanmar, China, Nepal                             |
| Hebius concelarum     | Malnate, 1963                                                         | Japan                                                    |
| Hebius craspedogaster | Boulenger, 1899                                                       | China, Vietnam                                           |
| Hebius deschauenseei  | Taylor, 1934                                                          | Thailand, Vietnam                                        |
| Hebius flavifrons     | Boulenger, 1887                                                       | Indonesië, Maleisië, Brunei                              |
| Hebius frenatum       | Dunn, 1923                                                            | Indonesië, Maleisië                                      |
| Hebius groundwateri   | Smith, 1922                                                           | Thailand                                                 |
| Hebius igneus         | David, G. Vogel, TQ Nguyen , Orlov , Pauwels , Teynié & Ziegler, 2021 | China, Vietnam, Thailand                                 |
| Hebius inas           | Laidlaw, 1901                                                         | Maleisië, Indonesië, Thailand                            |
| Hebius ishigakiense   | Malnate & Munsterman, 1960                                            | Japan                                                    |
| Hebius johannis       | Boulenger, 1908                                                       | China                                                    |
| Hebius kerinciense    | David & Das, 2003                                                     | Indonesië                                                |
| Hebius khasiense      | Boulenger, 1890                                                       | India, Myanmar, Laos, Vietnam, Thailand, China, Cambodja |
| Hebius lacrima        | Purkayastha & David, 2019                                             | India, China                                             |
| Hebius leucomystax    | David, Bain, Quang Truong, Orlov, Vogel, Ngoc Thanh & Ziegler, 2007   | Vietnam, Thailand, Laos                                  |
| Hebius metusium       | Inger, Zhao, Shaffer & Wu, 1990                                       | China                                                    |
| Hebius miyajimae      | Maki, 1931                                                            | Taiwan                                                   |
| Hebius modestum       | Günther, 1875                                                         | India, Myanmar, Laos, Vietnam, Cambodja, China           |
| Hebius monticola      | Jerdon, 1853                                                          | India                                                    |
| Hebius nicobariense   | Sclater, 1891                                                         | India                                                    |
| Hebius nigriventer    | Wall, 1925                                                            | Myanmar, China                                           |
| Hebius octolineatum   | Boulenger, 1904                                                       | China                                                    |
| Hebius optatum        | Hu & Zhao, 1966                                                       | Vietnam, China                                           |
| Hebius parallelum     | Boulenger, 1890                                                       | India, Nepal, Bhutan                                     |
| Hebius petersii       | Boulenger, 1893                                                       | Indonesië, Maleisië, Singapore                           |
| Hebius popei          | Schmidt, 1925                                                         | China, Vietnam                                           |
| Hebius pryeri         | Boulenger, 1887                                                       | Japan                                                    |
| Hebius sanguineum     | Smedley, 1931                                                         | Maleisië                                                 |
| Hebius sangzhiensis   | Zhou, Qi, Lu, Lyu, Wang, Li & Ma, 2019                                | China                                                    |
| Hebius sarasinorum    | Boulenger, 1896                                                       | Indonesië                                                |
| Hebius sarawacense    | Günther, 1872                                                         | Maleisië, Indonesië                                      |
| Hebius sauteri        | Boulenger, 1909                                                       | Taiwan, China, Vietnam                                   |
| Hebius septemlineatus | Schmidt, 1925                                                         | China                                                    |
| Hebius taronense      | Smith, 1940                                                           | Myanmar                                                  |
| Hebius terrakarenorum | Hauser, Smits, & David, 2022                                          | Thailand                                                 |
| Hebius venningi       | Wall, 1910                                                            | India, Myanmar, China                                    |
| Hebius vibakari       | Boie, 1826                                                            | Japan, China, Korea, Rusland                             |
| Hebius viperinum      | Schenkel, 1901                                                        | Indonesië                                                |
| Hebius weixiensis     | Hou, Yuan, Wei, Guo & Che, 2021                                       | Laos                                                     |
| Hebius yanbianensis   | Liu, Zhong, Wang, Liu, & Guo, 2018                                    | China                                                    |